# 錦城大君
錦城大君（韓語：금성대군；1426年5月5日—1457年11月7日），名李瑜（韓語：이유），朝鮮世宗與昭憲王后的嫡六子。
1433年（世宗十五年），受封錦城大君。1436年，入學成均館。翌年，迎娶參贊崔士康之女，不久，過繼給已故的昭悼公李芳碩為後。
世宗十分寵愛錦城大君。他在1440年（世宗二十二年）患上十分嚴重的瘡疹，世宗十分擔心他，開迎秋門，徹夜不閉，問候絡繹於道。不久病愈。世宗在位期間，經常和王后一起訪問錦城大君的府邸。世子李珦（即後來的朝鮮文宗）也時常去訪問他。
1455年，和義君李瓔、崔泳孫、金玉謙等人私會於錦城大君府邸，圖謀起兵殺死專權的首陽大君李瑈，被發現後，和義君、崔泳孫、金玉謙被流放，錦城大君被罷官。首陽大君篡位，是為朝鮮世祖。錦城大君被告發和漢南君李𤥽、永豐君李瑔、寧陽尉鄭悰、同知中樞院事趙由禮、護軍成文治一起陰謀叛亂，錦城大君被流放慶尚道朔寧府。1456年，錦城大君圖謀擁立端宗復位，但失敗，翌年，在流放地被賜死。
1739年（英祖十五年），朝鮮英祖下旨恢復錦城大君的名譽，賜諡貞愍。1791年（正祖十五年），配享莊陵忠臣壇，為六宗英之一。

## 相關影視作品及飾演者
- 《韓明澮（朝鲜语：한명회 (드라마)）》，KBS，1994年，演員：고인배
- 《王與妃》，KBS，1998年—2000年，演員：元錫淵
- 《公主的男人》，KBS，2011年，演員：洪日權（朝鲜语：홍일권）
- 《仁粹大妃》，JTBS，2011年—2012年，演員：全賢（朝鲜语：전현）